# Вуду (омовение)
Вуду́ (от араб. الوضوء‎ al-wuḍū) — ритуальное омовение в исламе, являющееся обязательным условием для совершения намаза, тавафа, прикосновения к Корану и желательным при выполнении других видов поклонения. Помимо омовения-вуду существуют и другие методы ритуального очищения, такие как гусль, истинджа, масх и т. д.

## Обязательность
Обязательность выполнения вуду перед каждой молитвой подтверждена Кораном. Касательно омовения имеется следующий аят:

О вы, которые уверовали! Когда вы приступаете к совершению ритуальной молитвы, то умойте ваши лица и руки до локтей, проведите [мокрой рукой] по голове и помойте ноги до щиколоток. А если вы находитесь в ритуальном осквернении, то искупайтесь. Если же вы больны или находитесь в поездке, если кто-либо из вас справил нужду или соприкоснулся с женщиной и [при этом] не может найти воду, то совершайте омовение чистым мелким песком, обтирая им лицо и руки. Аллах [вовсе] не хочет создавать для вас неудобства — он желает вам очищения и хочет довести до завершения своё благоволение к вам. Может быть, вы возблагодарите [Его]. 
—  5:6
Также имеется ряд хадисов, описывающих ритуал омовения.
Условиями омовения являются:
1. Наличие чистой и пригодной для омовения природной воды.
2. Вода должна обтекать все моющиеся части тела.
3. Отсутствие на моющихся частях тела нечистот (наджаса) и таких веществ, которые могут изменить запах, вкус, цвет чистой воды.
4. Отсутствие на моющихся частях тела какого-либо изолятора (например, лака, краски, клея и т. п.), который препятствует соприкосновению омываемого участка тела с водой[2].

## Последовательность выполнения
Обязательные действия:
1. Совершение намерения сердцем: «я намереваюсь совершить обязательное (желательное) ритуальное омовение (вуду) искренне ради Аллаха».
2. Мытьё лица.
3. Мытьё рук до локтей (в том числе и кистей).
4. Протирание головы влажной рукой от лба к затылку.
5. Протирание влажными руками ушей (указательными пальцами протираются область внутри ушей, а большими пальцами за ушами). Однако большинство учёных считают это действие желательным, а не обязательным[3][4].
6. Мытьё ног до щиколоток.

Желательные действия:
- Сидеть лицом к Каабе (кибла);
- Произнесение вслух басмалы[5].
- Мытьё кистей рук до начала омовения обязательных частей тела, то есть лица;
- Чистка зубов мисваком;
- Полоскание рта и промывание носа по три раза;
- Мытьё частей тела больше положенного:

- мытьё рук до плеч,
- мытьё ног до колен,
- полное протирание волос на голове,
- промывание густой бороды до корней волос;

- Мытьё с протиранием;
- Мытьё следующего органа до того, как высохнет предыдущий;
- Расходование малого количества воды;
- Промывание пространства между пальцами ног мизинцем левой руки;
- Совершать все обязательные процедуры (промывание лица, рук и ног) по три раза;
- Мыть вначале правые части тела, затем левые[2];
- Мыть части тела в той последовательности, которая указывается в аяте Корана 5:6 (в шафиитском мазхабе это является обязательным условием для совершения омовения).
- По окончании омовения следует произнести мольбу (дуа) включающую в себя произнесение шахады: «Свидетельствую, что нет иного Божества, кроме Аллаха, и ещё свидетельствую, что Мухаммад — посланник Аллаха» (араб. أَشْهَدُ أَنْ لاَ إِلَهَ إِلاَّ اللَّهُ وَ أَشْهَدُ أَنَّ مُحَمَّدًا رَسوُلُ اللَّهِ‎).

## Нарушение омовения
Омовение нарушается:
1. При выходе из тела различных естественных выделений или кишечных газов;
2. При сильном половом возбуждении, которое привело к выходу чего-либо из половых органов (мазью и вадью);
3. При обильном выделении из тела крови или гноя (в некоторых мазхабах);
4. Во сне, при потере сознания, при опьянении;
5. При прикосновении ладонью к человеческим половым органам или анусу[2] (в некоторых мазхабах);
6. При рвоте (в некоторых мазхабах).

## Отличия в совершении омовения в различных течениях
Между различными течениями ислама существуют разногласия касательно порядка выполнения вуду и значимости отдельных его элементов. Большинство суннитских учёных убеждены в том, что во время вуду обязательным является омовение ног до щиколоток. Шиитские же учёные считают обязательным их обтирание влажной рукой.